# Dacnusa groschkeana
Dacnusa groschkeana är en stekelart som beskrevs av Griffiths 1968. Dacnusa groschkeana ingår i släktet Dacnusa och familjen bracksteklar. Inga underarter finns listade i Catalogue of Life.